# 송어 (1982년 영화)
송어(La Truite, The Trout)는 프랑스에서 제작된 조셉 로지 감독의 1982년 드라마 영화이다. 이자벨 위페르 등이 주연으로 출연하였다.

## 출연

### 주연
- 이자벨 위페르
- 장 피에르 카셀
- 잔느 모로

### 조연
- 다니엘 올브리츠키
- 자크 스피에저
- 야마가타 이사오
- 쟝 폴 루시욜

## 제작진
- 각색: 모니크 랭
- 각색: 조셉 로지
- 원작자: Roger Vailland